# DEGS2
DEGS2‏ (Delta 4-desaturase, sphingolipid 2) هوَ بروتين يُشَفر بواسطة جين DEGS2 في الإنسان.